# Satori
Satori  (悟り)  es un momento de no-mente y de presencia total, término japonés que designa la iluminación en el budismo zen.

El término satori en idioma japonés.

La palabra significa literalmente ‘comprensión’.
- 悟 (oh) en coreano.
- satóri en japonés (del verbo satoru).
- Wú en chino.

## Definición
Satori hace referencia a una experiencia de iluminación, de despertar, que revela la verdadera naturaleza de la realidad. Suele considerarse una experiencia que no puede ser descrita con palabras. Según Daisetsu Teitaro Suzuki, autor japonés de varios ensayos influyentes sobre budismo y zen, consiste en adquirir un nuevo punto de vista en nuestra comprensión de la vida y el mundo. Esta nueva comprensión puede ser muy profunda y puede alterar la percepción que uno tiene del tiempo, hasta llegar a sentir cierta atemporalidad o que solo existe el presente.
Cabe mencionar la famosa anécdota del zen que a continuación se cita: «Antes de la iluminación, los ríos eran ríos y las montañas eran montañas. Cuando empecé a experimentar la iluminación, los ríos dejaron de ser ríos y las montañas dejaron de ser montañas. Ahora, desde que estoy iluminado, los ríos vuelven a ser ríos y las montañas son montañas».
Se utiliza la palabra satori para referirse a los estados de iluminación de Buda Gautama y los patriarcas del budismo.
De acuerdo con Daisetsu Teitaro Suzuki, el satori es la «razón de ser» del zen, sin la cual el zen es «no zen». Así, cada paso, cada matiz, tanto doctrinal como disciplinario, es directamente hacia el Satori.

## Satori y Kenshō
En ocasiones se utiliza indistintamente con la palabra Kenshō, pero esta última hace referencia a la primera percepción de la naturaleza del Buda, o naturaleza verdadera, referida al despertar. Kenshō no es un estado permanente de iluminación, sino más bien un guiño puntual de la verdadera naturaleza de la existencia. El satori, por otra parte, se utiliza para referirse a la iluminación profunda o última. 
El término satori es también análogo al concepto de creatividad, en el sentido de que reconcilia oposiciones aparentes. También se conoce como el momento de descubrimiento (el «¡Eureka!» de Arquímedes), que surge al clarificar una paradoja, que es el momento de catarsis o purificación.

## La consecución del satori
El satori se considera un "primer paso" o el embarque hacia la Budeidad:

El budismo Ch'an se refiere a la iluminación como "ver su propia naturaleza". Pero incluso esto no es suficiente. Después de ver su propia naturaleza, es necesario profundizar en su experiencia aún más y traerla a la madurez. Usted debería tener la experiencia de la iluminación una y otra vez y apoyarla con la práctica continua. A pesar de que el Ch'an dice que en el momento de la iluminación, su perspectiva es la misma que la del Buda, usted aún no es un Buda completo.

La mente del estudiante debe prepararse por medio de un riguroso estudio, con el uso de los kōan y la práctica de la meditación para concentrar la mente, bajo la guía de un maestro. Los kōan son breves anécdotas de intercambios verbales entre profesores y estudiantes, típicos de la dinastía Song, que tratan de las enseñanzas budistas. La escuela Rinzai utiliza colecciones clásicas de kōan como el Mumonkan («La puerta sin puerta»), creado a principios del siglo XIII por el maestro zen Wumen Hui-k'ai (無門慧開).
Wumen luchó durante seis años con el kōan del «perro de Zhaozhou», que le fue asignado por Yuelin Shiguan (月林師觀; japonés: Gatsurin Shikan) (1143–1217), antes de alcanzar el kenshō. Después de que su entendimiento hubiese sido confirmado por Yuelin, Wumen escribió el siguiente poema de iluminación:

Un trueno bajo el claro cielo azul

Todos los seres en la tierra abren sus ojos;

Todas las cosas bajo el cielo se inclinan juntas;

El monte Meru salta y baila.